# Anastazije III.
Anastazije III., papa od travnja 911. do lipanj 913. godine.